# ティムケン美術館

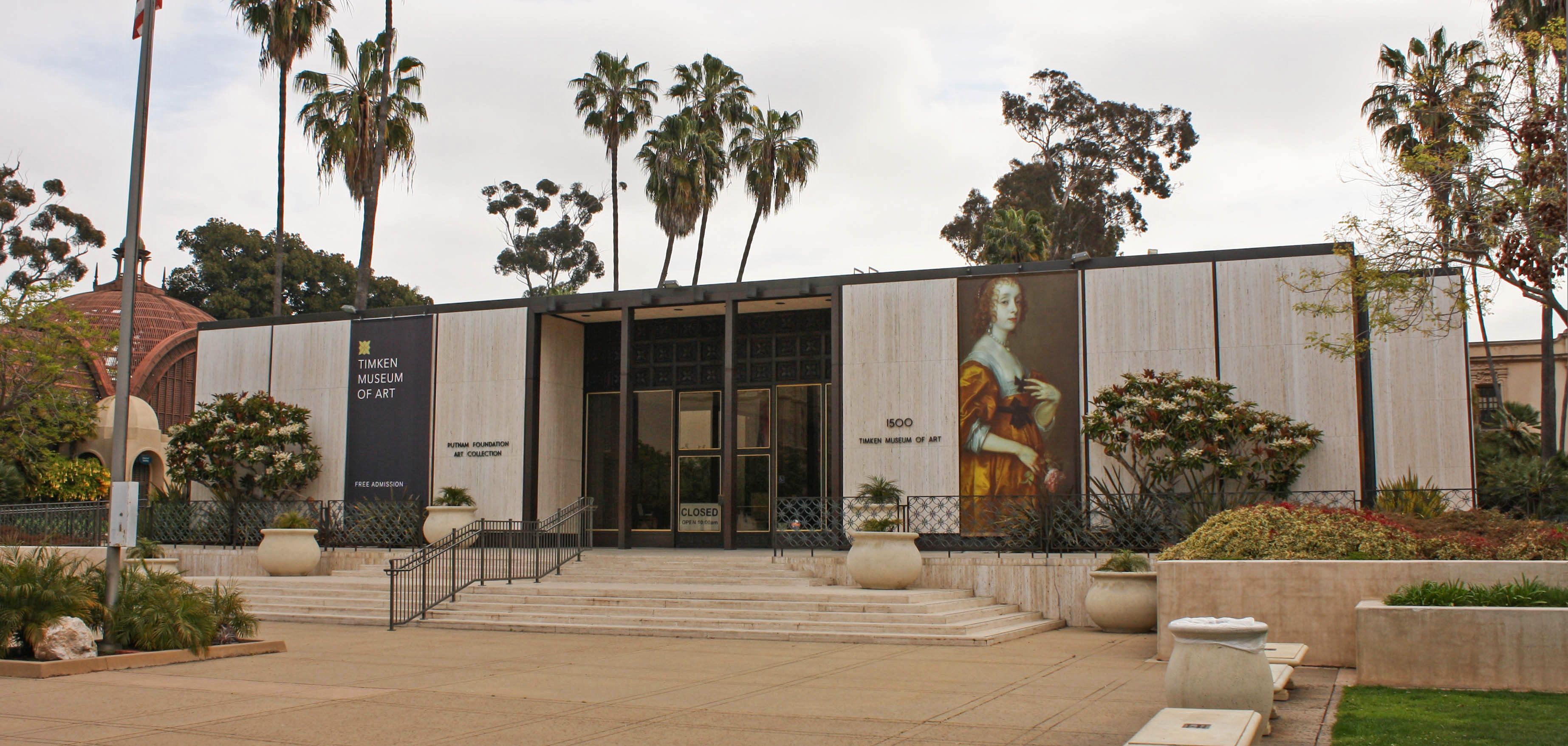
ティムケン美術館

ティムケン美術館（Timken Museum of Art)は、アメリカカリフォルニア州サンディエゴにある美術館。1965年に設立された。

## 画家
- アメリカ
 ジョン・シングルトン・コプリー、イーストマン・ジョンソン、ベンジャミン・ウエスト、トマス・コール、アルバート・ビアスタット
- イタリア 
 ジローラモ・サヴォルド、パオロ・ヴェロネーゼ、グエルチーノ
- スペイン 
 バルトロメ・エステバン・ムリーリョ
- フランス
 フランソワ・クルーエ、クロード・ロラン、フランソワ・ブーシェ、ジャン・オノレ・フラゴナール、ジャック＝ルイ・ダヴィッド、コロー
- フランドル
 　ピーテル・ブリューゲル、ピーテル・パウル・ルーベンス、アンソニー・ヴァン・ダイク
- オランダ
 　フランス・ハルス、レンブラント・ファン・レイン ほか

## 主な所蔵作品
- 『マーガレット・ケンブル・ゲイジの肖像』
 ジョン・シングルトン・コプリー 1771
- Cho-looke, the Yosemite Fall
アルバート・ビアスタット 1864
- Portrait of Marguerite de Sève, Wife of Barthélemy-Jean-Claude Pupil
 ニコラ・ド・ラルジリエール 1729
- A Girl Receiving a Letter
 ハブリエル・メツー 1658
- The Return of the Prodigal Son
 グエルチーノ 1654-1655
- Landscape with the Parable of the Sower
 ピーテル・ブリューゲル 1557
- 『エリサベト、幼児洗礼者ヨハネ、聖ユスティナと聖母子』
パオロ・ヴェロネーゼ 1565-1570